# L'Homme qui tombe à pic
 (août 2022).
Si vous disposez d'ouvrages ou d'articles de référence ou si vous connaissez des sites web de qualité traitant du thème abordé ici, merci de compléter l'article en donnant les références utiles à sa vérifiabilité et en les liant à la section « Notes et références ».
Ne doit pas être confondu avec The Fall Guy.
Cet article concerne la série. Pour l'adaptation cinématographique, voir The Fall Guy (film, 2024).
L'Homme qui tombe à pic ou Le Cascadeur au Québec (The Fall Guy) est une série télévisée américaine en un pilote de 90 minutes et 111 épisodes de 50 minutes, créée par Glen A. Larson et diffusée entre le 4 novembre 1981 et le 2 mai 1986 sur le réseau ABC. Une adaptation cinématographique est sortie en 2024.

## Synopsis
Colt Seavers, un cascadeur d'Hollywood, exerce le métier de chasseur de primes lorsque le cinéma ne lui fournit pas suffisamment de travail.
Son amie Terri lui demande de retrouver des personnes libérées sous caution et en fuite afin de les arrêter pour qu'elles soient jugées. Son cousin Howard et la belle Jody, tous deux également cascadeurs, l'aident à retrouver les fugitifs.

## Diffusions
Au Québec, la série a été diffusée à partir du 5 septembre 1982 sur le réseau TVA, et en France, à partir du 19 septembre 1982 dans le cadre de l'émission Dimanche Martin sur Antenne 2 puis sur La Cinq de juillet 1990 à mars 1992. Rediffusion de 1992 à 1994 sur France 3 puis à partir du 11 mars 1995 sur TF1. Puis aussi sur TV Breizh. Rediffusion à partir du 8 septembre 2008 sur Direct 8. En Suisse, la série a été diffusée sur TSR2.

## Distribution
- Lee Majors (VF : Marc de Georgi) : Colt Seavers
- Douglas Barr (VF : Hervé Bellon) : Howard « Howie » Munson
- Heather Thomas (VF : Dorothée Jemma puis Martine Irzenski) : Jody Banks
- Markie Post (VF : Céline Monsarrat et Anne Rochant) : Terri Shannon / Michaels
- Jo Ann Pflug (VF : Évelyn Séléna) : Samantha « Suspence » Jack

## Épisodes

### Première saison (1981-1982)
1. L'Homme qui tombe à pic (The Fall Guy) 90 minutes
2. Le petit voleur héritera de Rhonda (The Meek Shall Inherit Rhonda)
3. Les riches s'enrichissent (The Rich Get Richer)
4. La Ruse (That's Right, We're Bad)
5. Les Anges de colt (Colt's Angels)
6. La Torche humaine (The Human Torch)
7. La Filière japonaise (The Japanese Connection)
8. Pas d'issue (No Way Out)
9. Permis de tuer [1/2] (License to Kill [1/2])
10. Permis de tuer [2/2] (License to Kill [2/2])
11. Le Remplaçant (Goin' for It)
12. Les Aventures d'Ozzie et Harold (The Adventures of Ozzie and Harold)
13. Soldats d'infortune (Soldiers of Misfortune)
14. En joue, feu ! (Ready, Aim, Die)
15. Colt et les catcheuses (Ladies on the Ropes)
16. Le Candidat marron (The Snow Job)
17. Devine qui vient en ville (Guess Who's Coming to Town?)
18. Jeu d'enfant (Child's Play)
19. Charlie (Charlie)
20. La Course aux bijoux volés (Three for the Road)
21. Le Bon Coupable (The Silent Partner)
22. La Chasse au magot (Scavenger Hunt)

### Deuxième saison (1982-1983)
1. La Comtesse (Bail and Bond)
2. Exotisme et séduction (The I'ves Have It)
3. Colt et ses hors-la-loi [1/2] (Colt Breaks Out [1/2])
4. Colt et ses hors-la-loi [2/2] (Colt Breaks Out [2/2])
5. Gare au gorille (Mighty Myron)
6. Une voyageuse encombrante (Reluctant Traveling Companion)
7. Aller retour New-york (A Piece of Cake)
8. La Grande Sœur (Hell On Wheels)
9. Une affaire qui roule (How Do I Kill Thee? Let Me Count the Ways)
10. Le Sergent kidnappeur (Win One for the Gipper?)
11. Souvenirs (Happy Trails)
12. Chasseurs de primes (Manhunter)
13. Une histoire de fou (The Further Adventures of Ozzie & Harold)
14. Croisière dangereuse (Death Boat)
15. Le Tournoi (Eight Ball)
16. Une pluie de dollars (Spaced Out)
17. Alerte à la blonde (Strange Bedfellows)
18. Le Trésor du B25 (The Molly Sue)
19. Un trafic peut en cacher un autre (One Hundred Miles a Gallon)
20. PS : je t'aime (P.S., I Love You)
21. Le Caméléon (The Chameleon)
22. La Poursuite (The Chase)
23. L'habit ne fait pas le moine (Just a Small Circle of Friends)

### Troisième saison (1983-1984)
1. L'Île du diable (Devil's Island) 50 minutes
2. Les Risques du métier (Trauma) (première partie du crossover se poursuivant dans le second épisode de la série Trauma Center)
3. Piratage informatique (Pleasure Isle)
4. Colt contre-espionne (Baker's Dozen)
5. La Dernière Course (The Last Drive)
6. K.O (TKO)
7. Linge sale (Dirty Laundry)
8. Un témoin très occupé (Inside, Outside)
9. Pirates de Nashville (Nashville Pirates)
10. Jeux de nains, jeux de vilains (Hollywood Shorties)
11. La Fin d'un cauchemar (To the Finish)
12. En voiture Colt (Wheels)
13. Colt la main froide (Cool Hand Colt)
14. La Femme au couteau (The Huntress)
15. Pas folle la guêpe (Bite of the Wasp)
16. Le Coup du lapin (Rabbit's Feet)
17. La Médaille d'or (Olympic Quest)
18. Les vases de Ming (Always Say Always)
19. Le Roi des cowboys (King of the Cowboys)
20. Boom (Boom)
21. Aventure sous-marine (Undersea Odyssey)
22. Un héros pour l'éternité (Old Heroes Never Die)

### Quatrième saison (1984-1985)
1. À qui perd gagne [1/2] (Losers Weepers [1/2])
2. À qui perd gagne [2/2] (Losers Weepers [2/2])
3. Du rififi dans les Everglades (Stranger Than Fiction)
4. Les Caprices de Jody (Prisoner)
5. Histoires d'étudiants (Terror U.)
6. Perles noires (Private Eyes)
7. Le Fantôme de la Toussaint (October the 31st)
8. Un amour éternel (Sandcastles)
9. Le chasseur chasse, Colt Seavers traque (Dead Bounty)
10. Un escroc à San Francisco (The San Francisco Caper)
11. Le Rallye de Baja 1000 (Baja 1000)
12. Le Vainqueur (The Winner)
13. Foudre de guerre (Semi-Catastrophe)
14. Son garde du corps (Her Bodyguard)
15. Rendez-vous à Paris (I Love Paris)
16. Colt Seavers Shérif (Sheriff Seavers)
17. Je vole pour vous (Tailspin)
18. Haut vol (High Orbit)
19. Rêve de star (Rockabye Baby)
20. La disquette volée (Spring Break)
21. Le Sosie parfait (Split Image)
22. Une famille très spéciale (Skip Family Robinson)
23. La Belle sur un tapis d'argent (Reel Trouble)

### Cinquième saison (1985-1986)
1. Copie conforme (Dead Ringer)
2. Le Roi des cascadeurs (King of the Stuntmen)
3. Femme fatale (Femme Fatale)
4. Rendre à l'église ce qui est à l'église (A Fistful of Lire)
5. Pour l'amour de Riley (The Life of Riley)
6. Le 1er novembre (October the Thirty Second)
7. Au nom de la loi (Seavers, Dead or Alive)
8. Le père Noël s'est échappé (Escape Claus)
9. Plein Feux Sur Les Cailloux (No Rms Ocean Vu)
10. Deux pitres à Miami (Miami's Nice)
11. Souvenirs, souvenirs (Reunion)
12. Fantômes du passé (Trial by Fire)
13. Tel père, pas tel fils (In His Shadow)
14. Un mort qui a de la chance (The Lucky Stiff)
15. Je suis amoureux de Dieu (Beach Blanket Bounty)
16. Les Irréductibles (The Last Chance Platoon)
17. Drôle de Casanova (I Now Pronounce You... Dead)
18. Deux hommes sur un coup fin (Two on a Skip)
19. La Dame en vert (The Lady in Green)
20. Équipes de choc (Tag Team)
21. Duel (War on Wheels)
22. Coup de filet (The Bigger They Are)

## Récompense
- Stuntman Award 1985 : Meilleure cascade aérienne pour une série télévisée pour Jeff Habberstad[3].

## Analyse
La chanson de la série est interprétée par Lee Majors, elle rencontre un certain succès dans les années 1980. En France, la série bénéficie dans un premier temps du générique original, puis d'un générique en version française, chanté par Haim Saban (le 45 tours crédite par erreur Lionel Leroy).

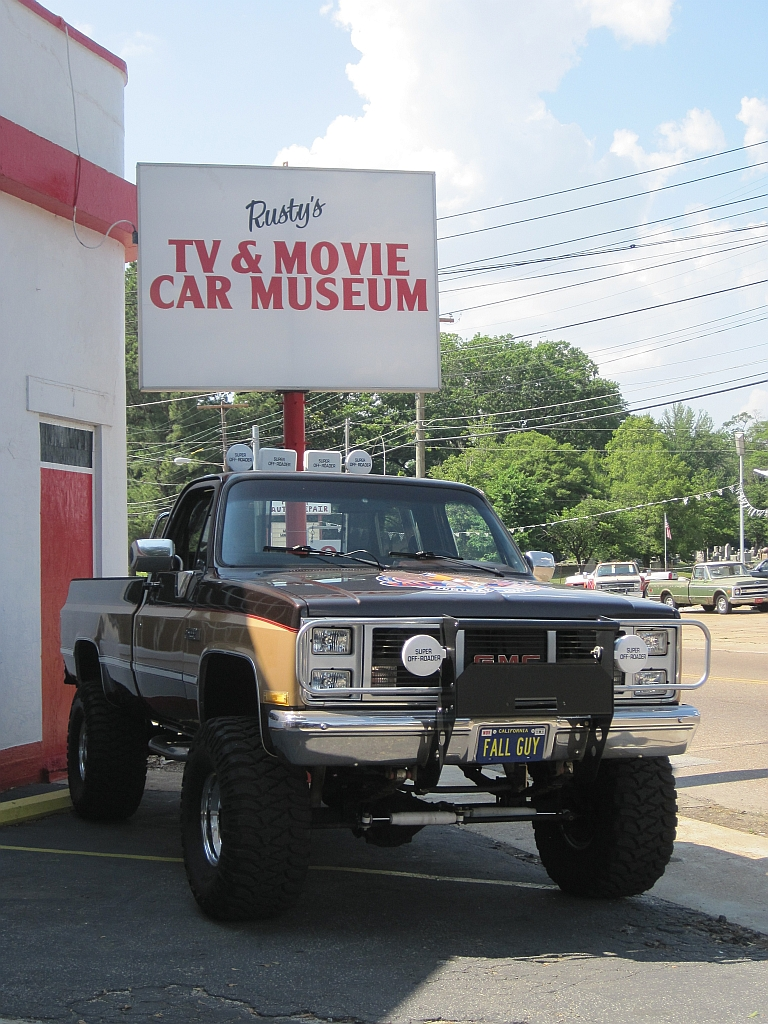
GMC Sierra Grande de Colt Seavers

Au départ, le personnage principal doit être interprété par l'acteur Burt Reynolds mais pour des raisons inconnues, c'est Lee Majors qui décroche le rôle. Plusieurs pick-up sont utilisés par Colt Seavers, un GMC Sierra Grande (une série de pick-up full-Size commune aux GMC et aux Chevrolet C/K), ils changent de millésime à chaque saison, les modifications annuelles sur ces modèles sont alors généralement assez minimes.
Dans le pilote, James Coburn est la première guest star à apparaître. Il est notamment suivi par Farrah Fawcett (qui est l’épouse de Lee Majors jusqu’en 1982), Richard Burton, David Carradine, Jack Black, Paul Anka, Tony Curtis, Richard Kiel, Linda Evans, Don Ho, Tom Selleck, Lou Ferrigno, Hervé Villechaize, Heather Locklear, James Drury, Doug McClure, Jack Kelly, Pat Buttram, Priscilla Presley, Stewart Granger, Sugar Ray Robinson, André The Giant, Judith Barsi et Roy Rogers. En 1983, Lou Ferrigno fait une apparition dans son propre rôle mais sous l'apparence de l'incroyable Hulk ; il apparaît également dans l'épisode 2 de la saison 3 avec son personnage de John Six dans la série Trauma Center, cet épisode réunissant les personnages de ces deux séries.
Le personnage de Colt Seavers vit dans un chalet situé sur les hauteurs de Los Angeles. Sa baignoire est à l’extérieur.
La série est, dans les années 2010, une des rares séries à succès des années 1980 à ne pas avoir connu les faveurs d'une édition DVD intégrale. En zone 1 (États-Unis), sa sortie s'est arrêtée après la première saison.
Les épisodes pastichent souvent des genres du cinéma populaire, comme le film d'espionnage à la James Bond (où Colt utilise des « gadgets » pour se sortir d'affaire, épisode 1 de la saison 2 « Bail and Bond »), le film de science-fiction avec soucoupe volante (bricolée par un spécialiste des effets spéciaux, épisode 16 de la saison 2 « Spaced Out »), le western avec cow-boy chantant (épisode 19 de la saison 3 « King of the Cowboys »), le film de guerre (épisode 4 de la saison 3 « Baker's Dozen ») et même le film musical (épisode 9 de la saison 3 « Pirates of Nashville »).

## Produits dérivés

### DVD
Pour toutes les éditions DVD, 20th Century Fox a modifié certains épisodes en supprimant des crédits au générique et quelques prestations dans la série, car ils n'ont pas les droits (surtout les apparitions de chanteurs et certains morceaux qui couvrent la trame sonore).
Dans la saison 1, l'épisode pilote a vu le passage de Paul Williams supprimé et la scène de bagarre dans le bar raccourcie.
Dans l'épisode 7 The Japanese Connection, le passage de Don Ho, lorsqu'il chante, a été supprimé.
Dans l'épisode 8 No Way Out, le passage avec le chanteur Keith Barbour a été supprimé et la trame sonore originale remplacée par une musique générique.
Dans l'épisode 9 License to Kill 1/2, la courte apparition de Don Ho a été supprimée.
Différentes éditions sont parues en fonction de la zone géographique de diffusion des DVD.

#### Zone 1
Une édition zone 1 de la première saison est parue en 2007 chez 20th Century Fox, les autres saisons ne sont à ce jour[Quand ?] pas prévues. Sur cette version, la bande son originale semble avoir été marginalement modifiée.

#### Zone 2
En Angleterre, dès la fin 2007, une édition de la première saison, analogue à l'édition américaine, a vu le jour. La seconde saison était prévue pour février 2009.
En Allemagne, la saison 1 est disponible depuis le début de l'année 2008, et la seconde saison était prévue pour le mois de décembre 2008.

### Film
Vers 2003, une adaptation cinématographique a été envisagée avec George Clooney et Jason Statham dans les rôles respectivement de Colt et d'Howie.
Un autre projet a réuni Dwayne Johnson et McG en 2013. C'est finalement Ryan Gosling qui tiendra le rôle principal du film dirigé par David Leitch, lui-même ancien cascadeur devenu réalisateur. La sortie est prévue en 2024.

### Publicité
Lee Majors est apparu dans une publicité pour une voiture tout terrain, la Honda CR-V en 2007, reprenant la musique et le déroulement du générique de la série.